# Samantha Riley
Samantha Riley (n. 13 noiembrie 1972, Brisbane, Queensland, Australia) este o înotătoare australiană, medaliată olimpică. A participat la 2 ediții ale Jocurilor Olimpice (1992, 1996) în care a câștigat două medalii de argint și 3 medalii de bronz.